# کونگور-اولونگ (شهرستان تونگ)
کونگور-اولونگ (به لاتین: Kongur-Ölöng) یک روستا در قرقیزستان است که در شهرستان تونگ واقع شده‌است. کونگور-اولونگ ۱٬۵۱۸ نفر جمعیت دارد و ۲٬۰۰۰ متر بالاتر از سطح دریا واقع شده‌است.